# 重玄宗
「重玄思想」是以「雙遣重玄」注解道教經典，以及《老子（道德經）》和《莊子》的一個學術思潮，並不屬於有集團意識的道教教派。
「重玄宗」不存在，此名稱在任何道教經典中都沒有記載，雖然任繼愈《中國道教史》提到：「『重玄派』之名雖不見於道書，『重玄』諸家亦未必有宗教教派意義上的嗣傳關係，但『重玄派』作為一個學派，確實是存在的。」但是，若根據學派定義去界定：「是否有與重玄學派同期的另一種學派思想」、「是否有重玄思想家曾自覺的建構出自身的學術主張，並且整理出當時與自身學說相異的思想」、「重玄學派代表人物中是否有明確的師承關係，或是曾集中在某地就某議題進行辯論，抑或是只就某相近的學說或觀點問題展開論述」，所得出的結果皆是否定的。所以，學派形式的「重玄派」或「重玄宗」並不存在。
「重玄」一詞始於老子「玄之又玄，眾妙之門。」而重玄思想「雙遣」工夫的文字概念肇始於西晉郭象《莊子．齊物論注》「既遣是非，又遣其遣。遣之又遣之以至於無遣」，然而將其真正作為工夫來使用者乃佛教的鳩摩羅什及支遁。另外，將「重玄」當境界使用者則以支遁和僧肇為始。而「雙遣重玄」完整意義的初始，目前只能將其歸於吸收佛學中觀「雙非雙遣」 進而完成於隋代的《太玄真一本際經》。
根據晚唐杜光庭記載，重玄思想的形成雖以晉代孫登“重玄为宗”為始，但根據當前文獻，並無更多證據可供證明。

## 重要人物
- 成玄英
- 李荣